# Nubia

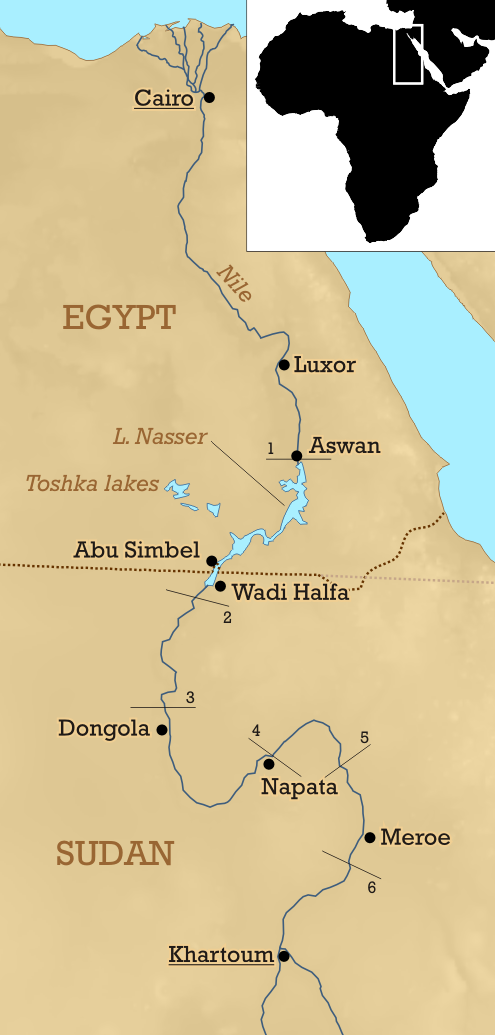
Vùng Nubia ngày nay

Nubia (tiếng Nobiin: Nobīn, tiếng Ả Rập: النُوبَة, đã Latinh hoá: an-Nūba) là một vùng dọc theo sông Nile, nằm ở bắc Sudan và nam Ai Cập.Từng có nhiều vương quốc Nubia lớn trong suốt thời hậu cổ điển, vương triều cuối cùng sụp đổ năm 1504, khi đó Nubia bị chia ra tách giữa Ai Cập và Sennar sultanate tạo ra sự Ả Rập hóa của phần lớn dân cư Nubia. Nubia sau đó bị sáp nhập vào Ottoman Ai Cập trong thế kỷ 19 vào Sudan thuộc Anh-Ai Cập từ 1899 đến 1956.
Tên gọi Nubia có nguồn gốc từ người Noba, những người du mục đã định cư khu vực này vào thế kỷ thứ 4, sau sự sụp đổ của vương quốc Meroe. Người Noba sử dụng ngôn ngữ Nilo-Saharan, tổ tiên của Old Nubian. Old Nubian đã được sử dụng chủ yếu trong các văn bản tôn giáo có niên đại từ thế kỷ 8 và 15 AD. Trước thế kỷ thứ 4, và trong suốt Thời kỳ cổ đại, Nubia được biết đến như Kush, bao gồm dưới cái tên Ethiopia (Aithiopia).
Trong lịch sử, người dân Nubia nói ít nhất hai loại nhóm Ngôn ngữ Nubian, một phân họ trong đó bao gồm Nobiin (hậu duệ của Old Nubian), Kenuzi-Dongola, Midob và một số loại có liên quan ở phần phía bắc của Dãy núi Nuba ở Nam Kordofan. Ngôn ngữ Birgid được nói (ít nhất là cho đến năm 1970) về phía bắc Nyala ở Darfur nhưng nay đã tuyệt chủng.